# Nationale Confederatie van het Kaderpersoneel
De Nationale Confederatie van het Kaderpersoneel (NCK), in het Frans Confédération Nationale des Cadres (CNC), is een Belgische vakorganisatie die de belangen behartigt van kaderleden.

## Geschiedenis
Op 30 maart 1982 werd een feitelijke vereniging (F.V.) opgericht met als doelstelling een koepelorganisatie te vormen die bedrijfskaderverenigingen groepeert. Deze feitelijke vereniging werd aanvankelijk de "Groep van Gent" genoemd, aangezien aldaar de meeste vergaderingen doorgingen. Bij wet van 1986 werd een oud zeer aangepakt: de vertegenwoordiging van kaderleden in de overlegorganen.

## Werking
In België zijn in de sociale organisatie immers twee modellen vertegenwoordigd:
- het 'strijdmodel' waarbij men in de bedrijven actievoerders heeft die waken over de sociale toestand. Dit is de vakbondsdelegatie. Deze personen worden aangesteld door de vakbond.
- het 'overlegmodel' waarbij er twee organen zijn voor de communicatie tussen werkgever en werknemer. Dit zijn de ondernemingsraad en de Comités voor Preventie en Bescherming op het Werk (CPBW). Deze personen worden verkozen door de werknemers.

De kaderleden werden in de overlegorganen in theorie vertegenwoordigd door de klassieke vakbonden, doch in praktijk hadden sommige kaderleden hier moeite mee - onder meer door de verzuiling van de klassieke vakbonden. Via de wet van 1986 werd een structuur opgericht om ook deze kaderleden een plaats te geven in het sociaal overleg.
Bij deze wet werd de kaderleden toegestaan om voor de verkiezingen voor de ondernemingsraad op te komen met een eigen lijst; hetzij een huislijst specifiek voor het bedrijf, hetzij een lijst van de NCK, de Nationale Confederatie van het Kaderpersoneel.

## Voorzitters sinds 1966
1966 - 1970 Pierre Renders (Fr)
1970 - 1974 Philippe Dassargues (Fr)
1974 - 1980 Jean Defer (Fr)
1980 - 1982 Freddy Van Craeynest (Nl)
1982 - 1989 Jacques Massaut (Fr)
1989 - 1993 Jean-Claude Steffens (Fr)
1993 - 1995 Jacques Cloetens (Fr)
1995 - 1996 Henri Schouppe (Nl)
1997 - 2001 Jean Defer (Fr)
2001 - 2009 Michel Baudoux (Fr)
2009 - 2017 Herman Claus (Nl)
2017 - 2018 Michel Joannes (Fr)
2019 - Pierre Pirson (Fr)